# Wolf Ernst Hugo Emil von Baudissin

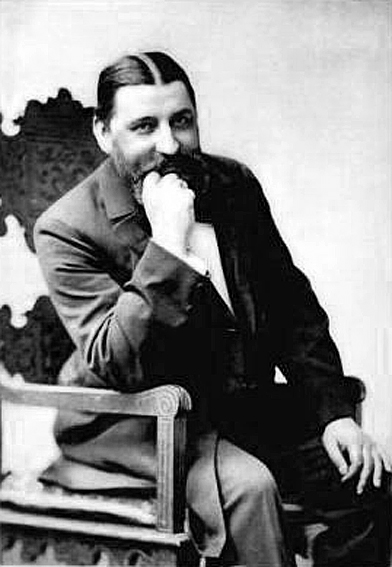
Wolf Ernst Hugo Emil Graf von Baudissin alias Freiherr von Schlicht

Wolf Ernst Hugo Emil Graf von Baudissin, Pseudonyme: Freiherr von Schlicht und Graf Günther Rosenhagen, (* 30. Januar 1867 in Schleswig; † 4. Oktober 1926 in Weimar) war ein deutscher Schriftsteller, Journalist und Verleger.

## Leben

### Herkunft
Die Familie der Grafen von Baudissin war seit dem Dreißigjährigen Krieg in Schleswig-Holstein ansässig und hat eine Reihe von Militärs und Schriftstellern hervorgebracht. Adelbert Heinrich von Baudissin, der Vater von Wolf Graf Baudissin, war Deichgraf in Schleswig. Er war Verfasser von historischen Romanen und einer Geschichte des schleswig-holsteinischen Krieges von 1849. Im Jahr 1871, vier Jahre nach der Geburt seines Sohnes Wolf, starb Adalbert Graf Baudissin.

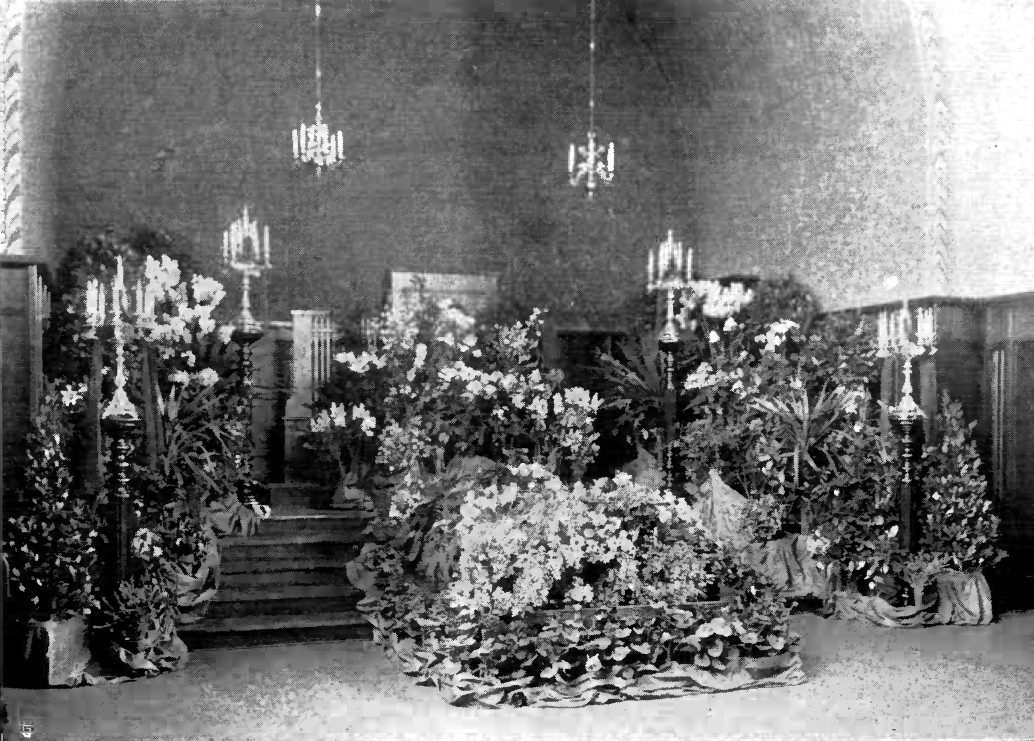
Der Sarg der Gräfin in der Einsegnungshalle des Krematoriums

Seine Mutter, dessen zweite Ehefrau Louisa Wilhelmine Johanne, war eine geborene del Strother, (* 28. Juli 1830 Hull; † 11. Mai 1910 in Lübeck). Am 17. Mai wurde sie als erste Person im neuen staatlichen Krematorium des Vorwerker Friedhofs eingeäschert.
Zu seinen Onkels und Tanten zählten Ulrich von Baudissin und Asta Heiberg. Friedrich von Baudissin war ein Cousin ersten, Annie und Theodor von Baudissin Cousins zweiten Grades. Ihr gemeinsamer Vorfahr war Heinrich Friedrich von Baudissin, Wolfs Urgroßvater. 
Wolfs Taufpate war der Diplomat und Shakespeare-Übersetzer Wolf Heinrich von Baudissin.

### Militärlaufbahn
Nach der Schulzeit am Gymnasium in Schleswig und am Christianeum in Altona trat Wolf Ernst von Baudissin am 16. Mai 1887 als Avantageur in das 5. Badische Infanterie-Regiment Nr. 113 in Freiburg ein. Das Patent zum Portepeefähnrich erhielt er am 22. März 1888. Am 20. Januar 1888 wurde er in das 2. Hanseatische Infanterie-Regiment Nr. 76 nach Lübeck versetzt und dort am 16. Februar 1889 zum Sekondeleutnant befördert. Ab Juni 1895 war er zum Schleswig-Holsteinischen Pionier-Bataillon Nr. 9 nach Harburg abkommandiert.
Am 12. September 1895 folgte die Versetzung nach Schleswig zum Infanterie-Regiment „von Manstein“ (Schleswigsches) Nr. 84 und am 12. September 1896 die Beförderung zum Premierleutnant. Vom 1. Januar bis zum 25. November 1898 wurde er à la suite des Regiments und anschließend als Halbinvalide mit Pension zu den Offizieren des 1. Aufgebots in der Landwehr-Infanterie überstellt. Sein Abschiedsgesuch wurde am 16. Juni 1899 bewilligt. Ihm wurde das Ritterkreuz des bayrischen Militärverdienstordens verliehen.

### Schriftstellerische Laufbahn
Nach seiner Eheschließung in Lübeck folgte Baudissins Verlegung innerhalb seines Regiments in die Garnison Hamburg. Dort begann er unter dem Pseudonym Graf Günther Rosenhagen mit seiner schriftstellerischen Tätigkeit. Zuerst erschienen einige kleine Humoresken, publiziert von den Nachfolgern des Verlegers Otto Janke, die aber ohne nennenswerten Erfolg blieben.
Als Baudissin aus dem Militär ausgeschieden war, siedelte er nach Dresden über und wandte sich auf Anraten seines Verlegers der Militärsatire zu. Aus der Sicht eines Soldaten und des subalternen Offiziers thematisierte er in zahlreichen Humoresken, Novellen und Romanen, Lustspielen sowie Zeitungsartikeln das bedingungslose Obrigkeitsdenken und das starre Beamtentum als negativen Auswirkungen des wilhelminischen Militärstaates Preußen auf satirische Weise. Dabei nahm er auch die fragwürdigen Privilegien und überkommenen Verhaltensweisen seines eigenen Standes im Offizierskorps aufs Korn, zum Beispiel in seinem Skandalroman Erstklassige Menschen (1904), der im elitären Milieu eines feudalen Garderegiments spielt. Einige seiner Werke wurden in Deutschland indiziert und verboten. Andere, wie zum Beispiel sein um 1915 in England als Life in a German Crack Regiment erschienener Roman Erstklassige Menschen, wurden ins Englische und Spanische übersetzt und in Großbritannien, den Vereinigten Staaten und in Spanien veröffentlicht.
In Dresden erschienen in rascher Folge unter anderem die Kurzgeschichten und Satiren Das Manöverpferd, Alarm, Parademarsch, Leutnant Krafft, Das goldene Buch der Sitte, Exzellenz lassen bitten, Exzellenz Seyffert, Pensionopolis, Der grobe Untergebene, Vielliebchen und Einquartierung. Das Lustspiel Im bunten Rock, das er gemeinsam mit Franz von Schönthan verfasste, wurde oft gespielt, ebenso die Lustspiele Liebes-Manöver und Seine Hoheit. Von seinen Romanen wurden Der Manövergast, Ein Adjutantenritt, Ehestandshumoresken, Graf Udo Bodo, Leutnant der Reserve und Offiziers-Ehen bekannt.
Zum Ende des Ersten Weltkrieges wurde es für Baudissin immer schwieriger, mit Stoffen aus seinem Kerngebiet seine wirtschaftliche Existenz zu bestreiten. Die Stimmung in Deutschland war nicht zu einer humoristischen Aufarbeitung der militärischen Vergangenheit bereit. Ab September 1922 bot sich Baudissin, indem er in verschiedenen Kabaretts auftrat und aus seinen Werken las, die Möglichkeit, wieder Geld zu verdienen.
Wolf Ernst von Baudissin starb 1926 wenige Monate, nachdem er zum dritten Mal geheiratet hatte, in Weimar an einer Überdosis Schlafmittel.

### Ehen
Baudissin hatte sich am 25. Januar 1891 in Lübeck mit Eva Türk (1869–1943), der jüngeren Schwester des Marineoffiziers Titus Türk, verheiratet. Seine Frau begann ebenfalls eine schriftstellerische Tätigkeit. Aus der Ehe, die am 7. November 1906 geschieden wurde, ging ein Sohn Wolf Walter (1894–1920) hervor. Eine zweite Ehe, geschlossen am 8. September 1908 mit Marie Elisabeth Flössel, scheiterte ebenfalls und wurde am 15. April 1921 geschieden. Am 14. Januar 1926 heiratete Baudissin in Weimar Helene Berger (* 1895).

## Werke
Graf Günter Rosenhagen (Pseudonym) (Auswahl)
- Die Braut seines Bruders. Erzählung. Christians, Hamburg 1893, 150 S.
- Kleine Geschichten. Christmas, Hamburg 1893, 112 S.

Freiherr von Schlicht (Pseudonym) (Auswahl)
- Militaria. Heitere Soldatengeschichten. Reclam, Leipzig 1895, 95 S. (Reclams Universal-Bibliothek, Bd. 3458)
- Point d´honneur. Sechs Erzählungen aus dem Offiziersleben. Illustrationen von Martin Ränike. Hillger, Berlin 1897, 127 S. (Kürschners Bücherschatz: Bibliothek fürs Haus. Eine Sammlung illustrierter Romane und Novellen, Band 31)
- Leutnantsleben. (Ein Leben in Waffen, Bd. 1). Berlin, Spemann 1899, 361 S.
- Excellenz lassen bitten. Militärhumoresken. Carl Reißner, Dresden – Leipzig 1901, 208 S.
- Viel umworben. Roman. Dresden, H. Minden 1903, 336 S.
- Ehestandshumoresken. 3. Auflage. Otto Janke, Berlin 1904, 152 S. (Kollektion Otto Janke)
- Erstklassige Menschen. Roman aus der Offizierskaste. Otto Janke, Berlin 1904 (online – Internet Archive), 354 S.
- Der Gardestern. Humoristischer Roman. Deutsche Verlags – Anstalt, Stuttgart – Leipzig 1904 (online – Internet Archive), 274 S.
- Der Manövergast. Militär. – humorist. Erzählung. Otto Janke, Berlin 1905, 370 S.
- Graf Udo Bodo. Dem Andenken des Grafen Kuno. Satirischer Roman. 2. Auflage. Otto Janke, Berlin 1905. 373 S. (Digitalisat im DjVu-Format)
- Ein Adjutantenritt und andere Militärhumoresken. Albert Langen, München 1905 (online – Internet Archive), 186 S.
- Oberleutnant Kramer. Roman. Minden, Dresden & Leipzig 1906, 306 S.
- Die von Gründigen. Humoristisch – satirischer Roman. Leipzig, Grethlein & Co., 1907, 330 S.
- Offiziers – Ehen. Roman. Konegen, Wien 1907, 317 S.
- Im Kreuzfeuer. Militärisch – humor. Roman. Otto Jahnke, Berlin 1908, 398 S.
- Der Manöverheld. Militär. – humor. Roman. Carl Reißner, Dresden 1914, 300 S.
- Das Regimentsbaby. Humoristischer Roman. 13. u. 14 Tds. Elischer, Leipzig 1914, 271 S.
- Unsere Feldgrauen. Erzählungen. 2. Auflage. Otto Janke, Berlin 1915, 185 S. (Sammlung Janke)
- Der rote Pierrot und andere Militärhumoresken. Otto Janke, Berlin 1915, 107 S. (Otto Jankes 50 Pf. Bücher)
- Die Heiratssperre. Humorist. Roman. Otto Janke, Berlin 1920, 371 S.
- Das Millionen – Mädel. Roman. O. Uhlmann, Berlin 1924, 272 S. (Fribu – Bücher, Bd. 7)
- Kabarett. Roman. Otto Janke, Berlin 1926, 394 S.

Graf Wolf von Baudissin (Auswahl)
- Spemanns goldenes Buch der Sitte. Von Graf Wolf und Gräfin Eva Baudissin. Spemann, Berlin 1901, 363 S. (Spemanns Hauskunde, Band 4)
- Der geplagte Rittmeister. Der Zar und sein Leutnant. Das Manöverrennen. Meiers Hose. Militärhumoresken. F. Schulze, Berlin 1912, 46 S.
- Ein Jahr in Waffen. Eine Erzählung für die reifere Jugend. Mit 26 Abb. von Adolf Wald. 3. Aufl. Union Dt. Verlags – Gesellschaft, Stuttgart – Berlin 1912, 256 S.